# Burg Nydegg
Die Burg Nydegg ([ˈnidɛk], vom mittelhochdeutschen Ausdruck für Unteres Eck) ist eine abgegangene mittelalterliche Stadtburg aus dem 12. Jahrhundert im heutigen Mattequartier in der Stadt Bern.

## Lage und Beschreibung

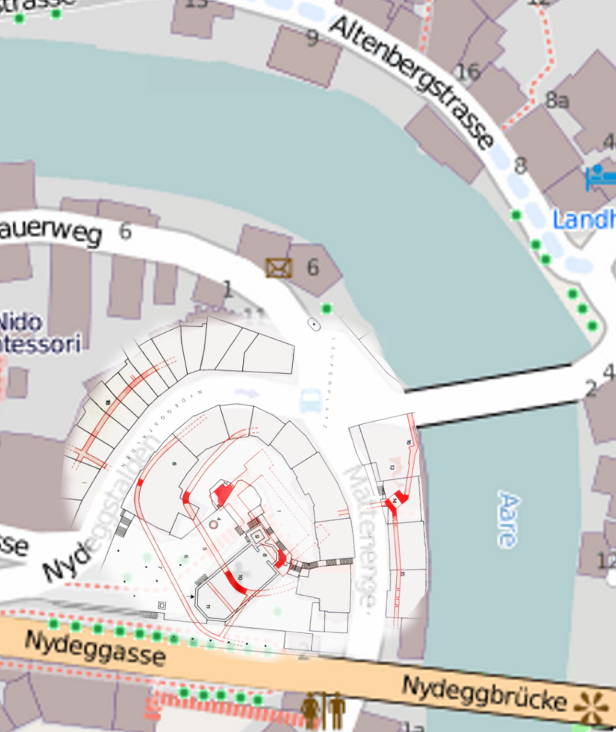
Grundriss und Ausgrabungsreste

Die Burg stand am äussersten Punkt der Aarehalbinsel, wo sich heute etwa der Chor der Nydeggkirche befindet. In der Mitte stand ein Wohnturm (22,5 × 16,2 m) mit einem Innenhof, vier Ecktürmen und einem Sodbrunnen. Umgeben war die Anlage mit einer Ringmauer und auf der flussabgewandten Seite war sie zusätzlich mit einem etwa acht Meter tiefen Graben versehen. Unterhalb der Burg lag die durch eine zweite Mauer geschützte Burgsiedlung. Der Grundriss und die heute noch sichtbaren Reste sind in der Karte rot markiert.

## Geschichte
1190 liess Herzog Berchtold V. von Zähringen die Burg Nydegg als Stadtburg erbauen. Sie war der Sitz des Vertreters des Herzogs. Die Burg schützte und kontrollierte den Fährverkehr über die Aare. 1212 wurde die Burg nach dem Aussterben der Zähringer zur Reichsburg.
1268/70 schleiften die Berner die Burg, um Platz für das Nydeggquartier zu schaffen und auch um jegliche Ansprüche eines anderen Adelsgeschlechts zu verhindern. In einer Urkunde vom 16. Januar 1274 vergab König Rudolf I. von Habsburg der Stadt Bern die Zerstörung der Burg. Von 1341 bis 1346 liess der Deutsche Orden die Nydeggkirche erbauen.

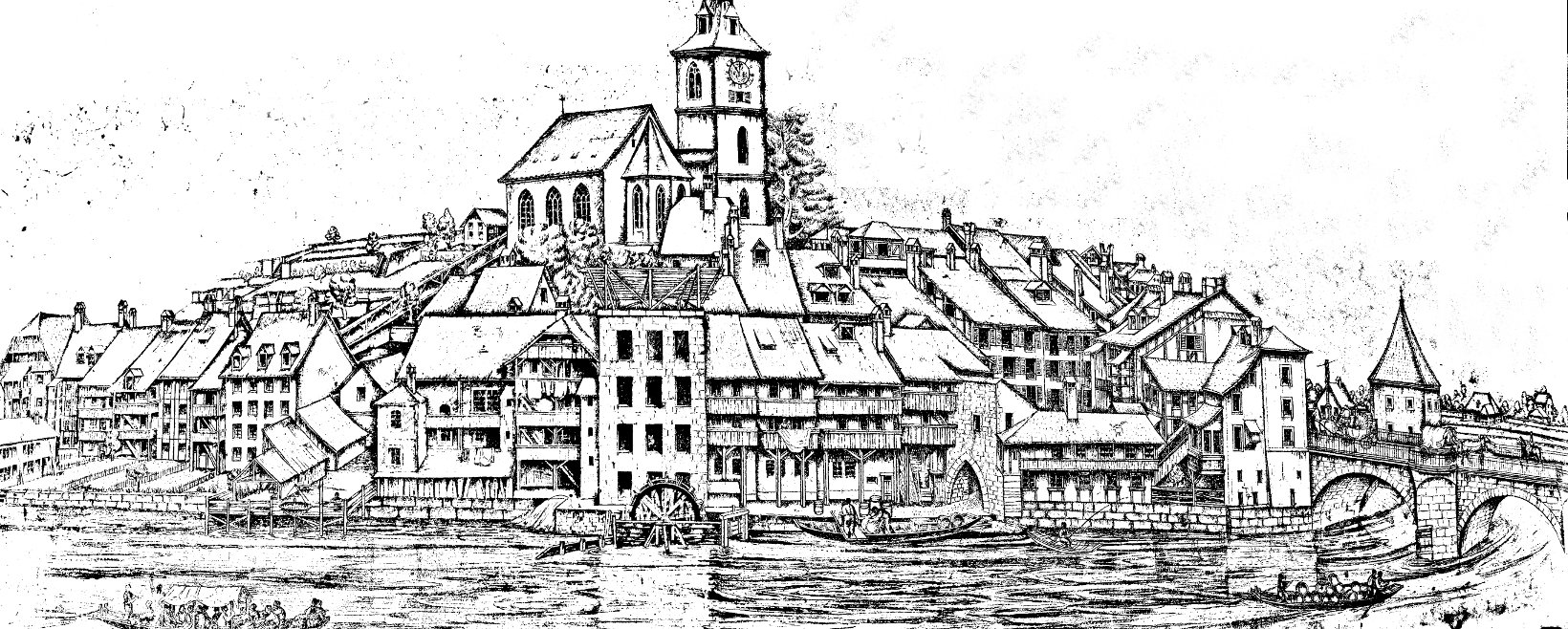
Ländtetor, integriert in die Häuserfront um 1820.

Zwischen 1840 und 1854 wurden während der Bauarbeiten für die neue Nydeggbrücke einige Überreste der Burg entdeckt. Von 1951 bis 1962 wurden unter Leitung des Berner Kunsthistorikers Paul Hofer erneut Grabungen durchgeführt und der Sodbrunnen rekonstruiert.